# 安东内洛·达·梅西纳
安东内洛·达·梅西纳（義大利語：Antonello da Messina，發音：[antoˈnɛllo da (m)mesˈsiːna]；1425–1430年 – 1479年2月），是意大利文艺复兴时期的艺术家，他来自西西里。他的作品受到了早期尼德兰美术的影响。他将这种影响带给了威尼斯画派。在1425–1430年间他出生于西西里的墨西拿，早年，他可能在在墨西拿和巴勒莫充当学徒。